# Varianta Ocolitoare Tecuci
Varianta Ocolitoare Tecuci (DNVO24F)  este o variantă de ocolire (drum național) care se desprinde din DN24, traversează cu un pasaj superior DN24 și linia CF Mărășești – Tecuci la km. 0+385,95, continuă în aliniament până la intersecția la nivel cu DJ252H la km. 2+490, traversează cu pasaj superior linia CF Făurei – Tecuci la km. 6+416,29 și se finalizează la km. 6+945 (echivalent cu km. 6+801,29), la intersecția cu DN25.